# Tullbergspecht
Der Tullbergspecht (Campethera tullbergi) ist eine Vogelart aus der Familie der Spechte (Picidae). Das stark disjunkte Verbreitungsgebiet der Art umfasst drei Areale in West- und Ostafrika. Der Tullbergspecht bewohnt feuchte Bergwälder. Die in der Kronenregion gesuchte Nahrung besteht, soweit bekannt, vorwiegend aus Ameisen sowie Raupen.
Die Art ist lokal recht häufig bis nicht selten. Es gibt keine konkreten Hinweise auf einen Bestandsrückgang, der Tullbergspecht wird von der IUCN daher als ungefährdet („least concern“) eingestuft.

## Beschreibung
Tullbergspechte sind kleine Spechte mit mittellangem und an der Basis recht schmalem Schnabel. Der Schnabelfirst ist nach leicht unten gebogen. Die Körperlänge beträgt etwa 18–20 cm, das Gewicht 43–66 g; sie sind damit etwas kleiner und deutlich leichter als ein Buntspecht. Die Art zeigt bezüglich der Färbung einen deutlichen Geschlechtsdimorphismus.
Bei Männchen der Unterart C. t. taeniolaema mit dem größten Verbreitungsgebiet ist die Rumpfoberseite einschließlich Bürzel und Oberschwanzdecken grün mit einem Gelbton, der Bürzel ist gelegentlich hell gestrichelt oder gebändert. Die ebenfalls grünen Oberflügeldecken haben gelbe Säume. Die Schwingen sind braun mit gelbgrünen Säumen an den Außenfahnen und gelblich weißen Binden auf den Innenfahnen. Die Steuerfedern sind oberseits dunkelbraun mit gelben Spitzen und grünen Säumen. Die gesamte Unterseite des Rumpfes ist auf hell grünlich gelbem Grund fein schwarz gebändert. Die Unterflügeldecken und der Unterschwanz sind gelblich, letzterer ist gelegentlich fein bräunlich gebändert.
Die Befiederung von Stirn und Oberkopf ist schwarz mit roten Spitzen, der Hinterkopf ist einfarbig rot. Kinn und Kopfseiten sind auf gräulich weißem Grund fein schwarz wellenartig gebändert, gelegentlich sind hinter dem Auge ein dunkles Feld oder einige dunkle Flecken vorhanden. Halsseiten und Nacken sind gelbgrün mit schwarzer Bänderung.
Der Oberschnabel ist grauschwarz bis schwarz, der Unterschnabel bläulich grau oder grüngrau. Beine und Zehen sind matt olivgrün oder gelbgrün. Die Iris ist rot.
Beim Weibchen sind Stirn und Oberkopffedern schwarz mit weißer Fleckung, die rote Partie ist auf den Nacken beschränkt. Außerdem zeigen die oberen Zügel fast immer einige rote Federn.

## Lautäußerungen
Beschrieben ist ein gereihtes „kweek-kweek-kweek“, weitere Rufe sind bisher offenbar nicht bekannt.

## Systematik
Winkler et al. erkennen drei gut differenzierte Unterarten an:
- Campethera tullbergi taeniolaema  Reichenow & Neumann, 1895 – Osten der Demokratischen Republik Kongo, Westen und Osten Ugandas, nach Süden bis in den Westen Tansanias, außerdem Kenia westlich des Rift Valley. Die Unterart ist oben beschrieben. Sie wird jetzt als eigenständige Art Feinbandspecht angesehen.

- Campethera tullbergi hausburgi  Sharpe, 1900  – Kenia östlich des Rift Valley. Verglichen mit voriger Unterart Ober- und Unterseite stärker gelb, Unterseite enger gebändert. Bei einigen Individuen ist die Bänderung nicht durchgehend, ähnlich der Nominatform.

- Campethera tullbergi tullbergi  Sjöstedt, 1892 – Südosten Nigerias, Westen Kameruns und Insel Bioko. Stark abweichend von den beiden anderen Unterarten. Im Mittel etwas größer und langschnäbeliger als diese, Oberseite stärker grün und weniger gelb, Kopf bis Brust nicht gebändert, sondern fein gepunktet, die übrige Rumpfunterseite ist unterbrochen gebändert oder kräftig gefleckt. Die äußeren kleinen Oberflügeldecken sind kräftig gefleckt und haben rote Spitzen; der hierdurch entstehende kleine rote Bereich am Flügelbug ist einzigartig unter den Spechten.

Die beiden ersten o. g. Unterarten wurden zeitweise als eigene Art zusammengefasst und von der Nominatform abgetrennt.

## Verbreitung und Lebensraum
Diese Spechtart besiedelt drei disjunkte Areale in West- und Ostafrika (siehe Abschnitt Systematik). Die Größe des Gesamtverbreitungsgebietes wird auf 282.000 km² geschätzt.
Die Art bewohnt feuchte Bergwälder in Höhenlagen zwischen 900 und 3000 m. Die Tiere scheinen enge Täler und Waldkanten zu bevorzugen.

## Lebensweise
Tullbergspechte schließen sich gemischten Vogeltrupps an. Die in der Kronenregion gesuchte Nahrung besteht soweit bekannt vorwiegend aus Ameisen sowie Raupen und wird wohl vor allem durch Sondieren in Epiphyten wie Moosen und Flechten erlangt.
Die Höhlen werden in Bäumen angelegt, die Eiablage erfolgt wahrscheinlich im Oktober und November. Weitere Angaben zur Brutbiologie liegen bisher nicht vor.

## Bestand und Gefährdung
Angaben zur Größe des Weltbestandes sind nicht verfügbar. Die Art ist lokal recht häufig bis nicht selten. Es gibt keine konkreten Hinweise auf einen Bestandsrückgang, der Tullbergspecht wird von der IUCN daher als ungefährdet („least concern“) eingestuft.